# Zygiella calyptrata
Zygiella calyptrata là một loài nhện trong họ Araneidae.
Loài này thuộc chi Zygiella. Zygiella calyptrata được miêu tả năm 1894 bởi Workman & Workman.